# Орам, Дафна
Дафна Орам (англ. Daphne Oram; род. 31 декабря 1925, Уилтшир, Англия — 5 января 2003, Мейдстон, Англия) — британский композитор, автор электронной музыки, изобретательница синтезатора Oramics, соучредитель BBC Radiophonic Workshop.

## Биография

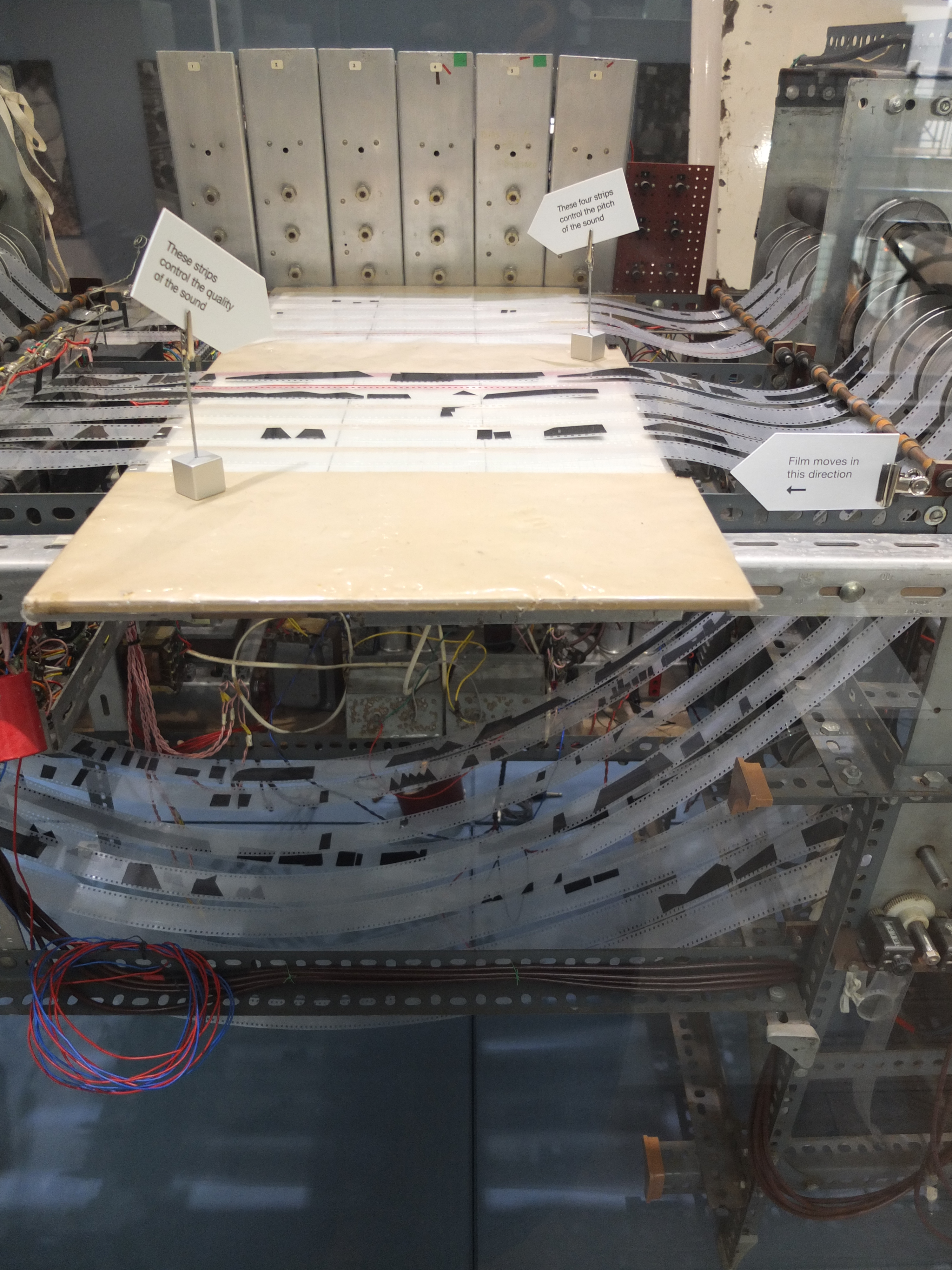
Синтезатор Oramics

Изучала игру на фортепиано, органе и композицию в Шерборнской школе для девушек. После школы Дафна должна была продолжить обучение в Королевском колледже музыки, но в связи с тогдашним законом она была бы обязана после обучения работать преподавателем музыки, чего она не хотела. Поэтому вместо учебы в колледже она в 1943 году начала работать звукорежиссёром в BBC. С появлением магнитофонов Орам начала экспериментировать с трансформациями звука на плёнке. В это время написала сочинение Still Point, в котором она применяет живую электронную обработку звука оркестра и плёнки (1950 год).
В 1958 году вместе с композитором Desmond Briscoe основывает BBC Radiophonic Workshop и становится его директором. Но вскоре, в начале 1959 года, она покидает BBC из-за разногласий с руководством относительно путей развития Workshop. Впоследствии она создала собственную студию в Кенте, где на заказ создавала звуковые композиции для фильмов и рекламы.

### Творчество
Дафна Орам создавала как оригинальные композиции, так и разнообразные звуковые работы для кино и рекламы. Среди важных работ:
- 1950: Still Point для оркестра, записи и обработки звука вживую;
- 1957: Электронная музыка для радиоспектакля Amphytryon 38 (1957), с использованием синусоидального осциллятора, самодельных фильтров, магнитофонов.
- 1961: В сотрудничестве с Жоржем Ориком создала электронную музыку к фильму The Innocents
- 1962: Выпустила пластинку Electronic Sound Patterns в рамках серии BBC Listen, move and dance series. Пластинка создана для детей[6].
- 1968: Four Aspects
- 1972: Написала книгу An Individual Note of Music, Sound and Electronics

В 2007 году вышел комплект из двух CD-дисков под названием Oramics, который включает много работ Дафны Орам, как музыкальных композиций, так и работ для рекламы, композиций для фильмов и театра, а также композиции, созданные вместе с участниками мини-курса, который Орам проводила в 1967 году. Альбом доступен на Bandcamp.

## Oramics
Еще работая в BBC, Орам начала работать над собственным изобретением — синтезатором Oramics. В 1962 году она получила грант от Gulbenkian Foundation, который позволил ей продолжить работу над изобретением. Синтезатор работал по оптическому принципу — графика, нанесенная на 10 параллельных лент для фильма, превращалась в звуковой сигнал с помощью фототранзисторов. В конструировании синтезатора Дафне помогал инженер Graham Wrench.